# Griekse parlementsverkiezingen 2000
De verkiezingen in Griekenland in 2000 voor de enige Kamer van het parlement werd gewonnen door PASOK van zittend premier Costas Simitis. Hij versloeg de grootste oppositiepartij Nea Dimokratia van Kostas Karamanlis.

## Verkiezingen
In Griekenland kent men legislatieve verkiezingen waarbij 300 zetels te verdelen zijn, zij vinden om de 4 jaar plaats en kennen een kiesdrempel van 3%. De partij met de meeste stemmen krijgt 40 zetels extra. De andere 260 zetels worden evenredig verdeeld op basis van het stemmenaantal, met inachtneming van de kiesdrempel. Alle ongeldige, blanco stemmen en die van partijen die het niet gehaald hebben, gaan automatisch naar de grootste partij, op dit moment zijn dit de Conservatieven. Na 25 maart was het niet meer toegestaan om opiniepeilingen te publiceren. Deze zouden het verkiezingsresultaat namelijk kunnen beïnvloeden.

## Campagne en uitslag
Zittend premier Costas Simitis schreef in februari 2000 vervroegd verkiezingen uit. Hij wilde een nieuw mandaat van de kiezers voor de onderhandelingen met de Europese Unie over deelname aan de euro. Op dat moment leidde PASOK ruim in de peilingen. De twee grote partijen konden zich niet profileren op het gebied van internationale betrekkingen of de economie, want daar waren zij ze het in grote lijnen over eens.
Nea Dimokratia (ND) van Kostas Karamanlis leek op 9 april aan het begin van de avond de overwinning te gaan behalen. Na het tellen van 5,9 procent van de stemmen had ND een minieme voorsprong van 0,3 procent op PASOK. Dat was reden voor de aanhangers om alvast het overwinningsfeest te gaan vieren. Naarmate de avond echter vorderde en de partij van Simitis stap voor stap inliep, werd het stiller op het ND-hoofdkwartier. Pas na middernacht kon Simitis de overwinning voor PASOK opeisen. De Communistische Partij der Hellenen wist niet het resultaat van de succesvol verlopen Europese verkiezingen te herhalen, en bleef qua zetelaantal gelijk. De Democratische Sociale Beweging wist de kiesdrempel niet te halen en verdween uit het parlement.
| Partij                                       | 2000  | 2000   | 1996  | 1996   | verschil | verschil | Europese Partij    |
| Partij                                       | perc. | zetels | perc. | zetels | perc.    | zetels   | Europees Parlement |
| -------------------------------------------- | ----- | ------ | ----- | ------ | -------- | -------- | ------------------ |
| Pan-Helleens Socialistische Beweging (PASOK) | 43.8  | 158    | 41.5  | 162    | +2.3     | -4       | PES                |
| Nieuwe Democratie (ND)                       | 42.7  | 125    | 38.1  | 108    | +4.6     | +17      | EPP                |
| Communistische Partij der Hellenen (KKE)     | 5.5   | 11     | 5.6   | 11     | -0.1     | 0        | EL                 |
| Coalitie van Groen-Linkse bewegingen (SYN)   | 3.2   | 6      | 5.1   | 10     | -1.9     | -4       | EL                 |
| Overige                                      | 4,8   | 0      | 9.7   | 9      | -4.9     | -9       | Geen               |
| Totaal                                       | 100.0 | 300    | 100.0 | 300    | +0.0     | +0       |                    |

- Opkomstpercentage: 75,0% (2000), 75,0% (1996)

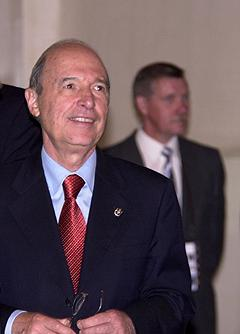
Costas Simitis (PASOK)
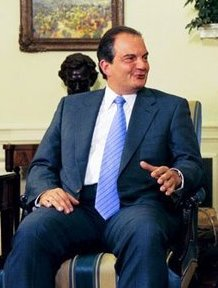
Kostas Karamanlis (ND)

1950 · 1951 · 1952 · 1956 · 1958 · 1961 · 1963 · 1964 · 1974 · 1977 · 1981 · 1985 · 1989 (juni) · 1989 (nov.) · 1990 · 1993 · 1996 · 2000 · 2004 · 2007 · 2009 · 2012 (mei) · 2012 (juni) · 2015 (jan.) · 2015 (sep.) . 2019 · 2023 (mei) · 2023 (jun.)